# Charles John Crowle
Charles John Crowle (1738 - 1811) foi um político britânico.
Crowle foi membro do Parlamento por Richmond, Yorkshire, na Câmara dos Comuns da Grã-Bretanha, entre 1769 e 1774. Ele posteriormente representou Harristown na Câmara dos Comuns irlandesa de 1781 a 1783.